# XML Binding Language
XML Binding Language (XBL) is een publieke specificatie van het W3 Consortium die beschrijft hoe aan XML-elementen gedrag en opmaak kan worden toegekend. Het stelt ontwikkelaars in staat om binnen XUL (en in theorie ook andere XML-opmaaktalen, zoals XHTML) eigen elementen te definiëren en daar eigen opmaak en gedrag aan te koppelen. 

## Voorbeeld
Een voorbeeld van het gebruik van XBL is te vinden in de Gecko layout engine. Daar wordt het HTML-element marquee (een soort lichtkrant waarbij een stuk tekst horizontaal over het scherm beweegt) gedefinieerd via XBL met als gedrag een JavaScript die om de zoveel tijd een tekstvak opschuift. Middels de volgende CSS-declaratie wordt de XBL-definitie daadwerkelijk gekoppeld aan elementen:
scrollbar {
-moz-binding: url('somefile.xml#binding1');
}
Waarbij 'binding1' het id is van de binding zoals gespecificeerd in het XML-bestand.

## Gerelateerde standaarden
Het W3-consortium werkt onder andere ook aan sXBL, een variant van XBL die geschikt is voor SVG-documenten. 